# Анимизм в ЦАР
Анимизм в Центральноафриканской Республике — общее название для всех традиционных верований и обычаев, которые практикуют коренные народы этого государства. Анимизм — это вера в существование души и духов, вера в одушевлённость всей природы. Каждая из традиционных религий является уникальной для каждой этнической группы, но лишь немногие из них могут обладать некоторыми общими элементами. Вера является частью повседневной жизни народа Южного Судана и связана с их политической, социальной и экономической деятельностью. Традиционные верования в этой стране не систематизированы и ритуалы могут различаться в разных регионах.

## Распространение
Анимизм и традиционные верования в Центральноафриканской Республике характерны для восточной части страны. Количество анимистов в Центральноафриканской республике составляет около 6 % общей численности населения. Анимизм распространён среди таких племён как занде, манжа, мба, нгбанди, нгбанди, мумуйе, сара.